# Nguyễn Lân Tuất
Giáo sư, tiến sĩ khoa học Nguyễn Lân Tuất, còn có bút danh là Lân Tuất (7 tháng 1 năm 1935 tại Hà Nội – 29 tháng 4 năm 2014) nguyên là Chủ nhiệm khoa Lý luận và sáng tác của Nhạc viện Novosibirsk – Nga, phó Chủ tịch Hội người Việt ở Nga. Ông là người Việt Nam đầu tiên được vinh danh Nghệ sĩ Công huân Liên bang Nga. Theo Hội Nhạc sĩ Nga, ông là nhà soạn nhạc Xibia có các tác phẩm được biểu diễn nhiều nhất.

## Sự nghiệp
Nguyễn Lân Tuất là con trai trưởng trong số 8 người con của cố NGND Nguyễn Lân. Ông được sinh ra ở Hà Nội, nhưng sau đó đã dời đến sống ở Huế trong suốt những năm tháng tuổi thơ. Chính nếp sống ở Huế đã tạo ảnh hưởng rất lớn đến tính cách và khả năng cảm nhận âm nhạc của ông về sau.
Khi ông 11 tuổi, ông theo gia đình lên Việt Bắc, tham gia kháng chiến lúc 15 tuổi, rồi nhận Huy chương Chiến thắng hạng nhì khi 16 tuổi. Một năm sau, ông bị thương và được cử sang Trung Quốc để học tiếng Trung trong mấy năm. Sau khi về nước, ông làm phiên dịch viên tại Sở chỉ huy Sư đoàn Phòng không số 1 và bắt đầu sáng tác âm nhạc. Ban đầu, ông chỉ dùng cây đàn guitar để thẩm âm, chọn giai điệu và tập luyện với một dàn hợp xướng nghiệp dư của quân đội. Người ta đã phát hiện ra ông và mời ông đến đài phát thanh để làm việc. Tại đây, ông đã sáng tác và dàn dựng nhiều bài hát cho trẻ em miền Bắc Việt Nam khi đó. Nhưng phần lớn các tác phẩm ấy đều khuyết danh. Nửa thế kỷ sau, một số bài hát vẫn còn được sử dụng nhưng không ai biết tên tác giả của chúng, thậm chí còn quên cả tên bài hát. Đơn giản là những cái tên ấy đã bị lãng quên nhưng âm nhạc thì vẫn còn đó.
Năm 1959, ông được cử sang Liên Xô tu nghiệp. Nguyễn Lân Tuất bắt đầu một cuộc sống mới và không hề biết rằng ông không có cơ hội trở về. Tại Leningrad, ông gặp Svetlana Kurbetova, một nghệ sĩ dương cầm sau này trở thành vợ ông. Bà cũng là người đầu tiên biểu diễn các tác phẩm của ông trên sân khấu, là người bạn trung thành nhất và cũng là vị "giám khảo" nghiêm khắc nhất khi phán xét về những tác phẩm của ông.
Vào năm 1960, quan hệ giữa Việt Nam và Liên Xô xấu đi. Nguyễn Lân Tuất không phải là người cộng sản, cũng không phải là người bất đồng chính kiến. Ông không chống lại hay ủng hộ chủ nghĩa xét lại. Năm 1961, ông được lệnh về nước để cải tạo tư tưởng nhưng ông quyết định nghỉ học và ở lại Liên Xô và có thời gian, ông phải đi trốn. Tại Việt Nam, ông bị xem là "kẻ đào ngũ", "Việt gian", "theo Liên Xô chống Trung Quốc", bị truy nã và bị yêu cầu dẫn độ về Việt Nam vì tội "theo chủ nghĩa xét lại". Đến 30 năm sau ông mới lại được trở về Việt Nam một cách hợp pháp.
Ông tốt nghiệp Đại học âm nhạc tại Leningrad ngành sáng tác, 1965-1970. Năm 1980, nhận văn bằng Thạc sĩ. Từ năm 1984, sau khi làm nghiên cứu sinh tại Đại học Sân khấu - Âm nhạc và điện ảnh Leningrad, ông sống ở Novosibirsk và công tác tại Viện Hàn lâm âm nhạc Novosibirsk.
Cuối thập niên 1980, ông nhận quốc tịch Liên Xô và xin gia nhập Hội Nhạc sĩ Liên Xô, nhưng đơn của ông bị từ chối với lý do "thiếu chuyên nghiệp". Nhờ quen biết với nhạc sĩ Aleksey Nikolaev, bí thư của Hội Nhạc sĩ Nga, đơn của ông lại được chấp nhận.
Nguyễn Lân Tuất tâm sự:
| “ | Cha tôi tự hào nói: "Tôi có bảy con trai, và tất cả đều giáo sư" - ông mỉm cười và nói thêm - Đúng ra còn một người nữa: đó là một nhạc sĩ" | ” |

Nhưng đến khi mà Nguyễn Lân Tuất được vinh danh Nghệ sĩ công huân Nga thì ông Nguyễn Lân đã không còn cười nhạo nữa. Và ông không còn sống để chứng kiến việc con ông được trao danh hiệu "Vinh danh nước Việt" của báo điện tử VietnamNet vào năm 2005.
Ngày 21 tháng 9 năm 2009, hai tuần trước khi tròn 75 tuổi, Nguyễn Lân Tuất đã bảo vệ thành công luận án tiến sĩ khoa học với đề tài "Sân khấu truyền thống Việt Nam hiện đại" tại Trường Đại học sư phạm Quốc gia Liên bang Nga ở Sankt-Peterburg. Ông đã phá kỷ lục người có tuổi cao nhất bảo vệ thành công luận án tiến sĩ khoa học tại học viện này. Ông cũng trở thành người đầu tiên và duy nhất có học hàm Tiến sĩ khoa học trong ngành sân khấu ở Việt Nam.
Ngày 29 tháng 4 năm 2014 ông qua đời ở nhà riêng tại Novosibirsk, Nga vì bệnh ung thư.

## Đời tư
Vợ của ông là phó giáo sư - cũng nghệ sĩ công huân Liên bang Nga Svetlana Kurbetova. Gia đình ông hiện có nhiều người cùng hoạt động trong lĩnh vực nghệ thuật. Ngoài vợ ông, con gái ông Natalia là nghệ sĩ đàn organ Nhà hát thành phố Novosibirsk. Cháu ngoại ông, Alina tham gia trong một ban nhạc rock của thành phố. Gia đình ông là một trong hai gia đình ở tỉnh Novosibirsk có cả chồng lẫn vợ đều là nghệ sĩ công huân nước Nga.

## Giải thưởng
- Danh hiệu "Nghệ sĩ công huân Liên bang Nga" (Заслуженный артист, tương đương Nghệ sĩ Ưu tú) do Cộng hòa Liên bang Nga phong tặng, năm 2001[3].
- Danh hiệu "Vinh danh nước Việt 2005" do báo Điện tử Vietnam.Net trao tặng[2].
- Danh hiệu "Giáo sư danh dự" tại trường Đại học sư phạm quốc gia thành phố Novosibirsk[1].
- Tuy là một giáo sư danh dự có sự nghiệp âm nhạc được tôn vinh ở Nga, nhưng ở hội đồng xét duyệt cấp cơ sở của Giải thưởng Nhà nước và Giải thưởng Hồ Chí Minh, hồ sơ của ông đã bị loại và làm ông "nổi giận" vì lý do được đưa ra là do trong hồ sơ, ông đã để...thừa công trình nghiên cứu "Sân khấu truyền thống Việt Nam", mặc dù đây là công trình đã được in thành sách, được dịch sang tiếng Anh, tiếng Nga và đưa vào giảng dạy trong hệ thống các trường nghệ thuật ở Nga[3].

## Tác phẩm
- Giao hưởng số 1 Dự cảm nội chiến (1981)[5]
- Giao hưởng số 2 Tổ quốc tôi (1984). Bản giao hưởng này đã được công diễn hai đêm liền tại Nhà hát Lớn Hà Nội năm 2006 (do Nhạc trưởng Lê Phi Phi chỉ huy)[9].
- Giao hưởng số 3 Tiếng hát trong tù (1989)[10]
- Giao hưởng số 4 Gửi người yêu nơi xa (1995)[5]
- Giao hưởng số 5 Đời nghệ sĩ (2013, chưa hoàn thành)[10]
- Các công trình nghiên cứu: Sân khấu truyền thống Việt Nam[2].
- Sáng tác một số ca khúc gồm lời Nga và lời Việt, trong đó phổ biến nhất là bài "Người con gái Việt"[12], "Như một cánh diều", "Biển miền Nam quê hương em"[9].
- Và một số ca khúc Nga và Việt

## Nhận xét
- "Nhạc sĩ Lân Tuất không viết nhiều ca khúc, mà thành tựu chủ yếu trong cuộc đời sáng tác của ông là ở lĩnh vực khí nhạc (nhạc không lời), đặc biệt là giao hưởng". Báo điện tử Đài Tiếng Nói Việt Nam.